# Caúnte
Caúnte (en griego, Καοῦς) fue un antiguo asentamiento griego situado en Arcadia.
Pausanias dice que estaba en el camino entre Psófide y Telpusa, a veinticinco estadios del río Arsen y a cuarenta de Telpusa. Añade que allí había un santuario de Asclepio Caúsio.